# Szaúd-Arábia az 1996. évi nyári olimpiai játékokon
Szaúd-Arábia az egyesült államokbeli Atlantában megrendezett 1996. évi nyári olimpiai játékok egyik részt vevő nemzete volt. Az országot az olimpián 5 sportágban 29 sportoló képviselte, akik érmet nem szereztek.

## Atlétika
Férfi
| Versenyző                                                                        | Versenyszám     | Előfutam | Előfutam | Előfutam | Negyeddöntő | Negyeddöntő | Negyeddöntő | Elődöntő | Elődöntő | Elődöntő | Döntő   | Döntő    |
| Versenyző                                                                        | Versenyszám     | Idő      | Hely.    | Össz.    | Idő         | Hely.       | Össz.       | Idő      | Hely.    | Össz.    | Idő     | Helyezés |
| -------------------------------------------------------------------------------- | --------------- | -------- | -------- | -------- | ----------- | ----------- | ----------- | -------- | -------- | -------- | ------- | -------- |
| Dzsamál esz-Szaffár                                                              | 100 m           | 10,44    | 7.       | 47.      | kiesett     | kiesett     | kiesett     | kiesett  | kiesett  | kiesett  | kiesett | kiesett  |
| Mohammed Hámed el-Bísi                                                           | 400 m           | 46,82    | 6.       | 44.      | kiesett     | kiesett     | kiesett     | kiesett  | kiesett  | kiesett  | kiesett | kiesett  |
| Alján el-Kahtáni                                                                 | 10 000 m        | 28:22,35 | 5.       | 15.      |             |             |             |          |          |          | kiesett | kiesett  |
| Hádi Szúán esz-Szomajli                                                          | 400 m gát       | 49,94    | 5.       | 33.**    |             |             |             | kiesett  | kiesett  | kiesett  | kiesett | kiesett  |
| Ibráhím el-Aszíri Jahja                                                          | 3000 m akadály  | 8:46,37  | 11.      | 29.      |             |             |             | kiesett  | kiesett  | kiesett  | kiesett | kiesett  |
| Száleh esz-Szaídán Mohammed Hámed el-Bísi Hásim es-Sarfa Hádi Szúán esz-Szomajli | 4 × 400 m váltó | 3:04,67  | 3.       | 15.      |             |             |             | 3:07,18  | 7.       | 15.      | kiesett | kiesett  |

| Versenyző        | Versenyszám | Selejtező | Selejtező | Döntő    | Döntő    |
| Versenyző        | Versenyszám | Eredmény  | Helyezés  | Eredmény | Helyezés |
| ---------------- | ----------- | --------- | --------- | -------- | -------- |
| Szálem el-Ahmadi | Hármasugrás | 16,30 m   | 25.       | kiesett  | kiesett  |
| Háled el-Hálidi  | Súlylökés   | 18,22 m   | 29.       | kiesett  | kiesett  |

** - két másik versenyzővel azonos eredményt ért el

## Labdarúgás

### Férfi
| Szaúd-arábiai férfi labdarúgócsapat-játékoskeret | Szaúd-arábiai férfi labdarúgócsapat-játékoskeret                                                                                              |
| --- | --- |
| - Huszejn esz-Szádik - Mohammed el-Dzsaháni - Abdalláh es-Sahráni - Mohammed Száleh el-Hilajvi - Abdalláh Zubromávi - Fuád Anvar Amín - Huszajn Omar Szulímáni - Hamza Idrísz | - Ibráhím el-Harbi - Obejd ed-Dószari - Háled er-Rasíd - Abdalláh el-Karni - Abd el-Azíz el-Marzúk - Hamísz ed-Dószari - Abd er-Rahmán Szífín |

#### Eredmények
Csoportkör
| Csapat              | M | Gy | D | V | Rg | Kg | Gk | P |
| ------------------- | - | -- | - | - | -- | -- | -- | - |
| Franciaország (FRA) | 3 | 2  | 1 | 0 | 5  | 2  | +3 | 7 |
| Spanyolország (ESP) | 3 | 2  | 1 | 0 | 5  | 3  | +2 | 7 |
| Ausztrália (AUS)    | 3 | 1  | 0 | 2 | 4  | 6  | –2 | 3 |
| Szaúd-Arábia (KSA)  | 3 | 0  | 0 | 3 | 2  | 5  | –3 | 0 |

| 1996. július 20. 18:30 |

| Spanyolország (ESP) | 1–0               | Szaúd-Arábia (KSA) |
| ------------------- | ----------------- | ------------------ |
| Óscar 80'           | (0–0) Jegyzőkönyv |                    |

| Citrus Bowl, Orlando Nézőszám: 28 774 Játékvezető: Pierluigi Collina (olasz) |

| 1996. július 22. 19:00 |

| Ausztrália (AUS)        | 2–1               | Szaúd-Arábia (KSA) |
| ----------------------- | ----------------- | ------------------ |
| Tsekenis 11' Viduka 63' | (1–1) Jegyzőkönyv | el-Hilajvi 37'     |

| Orange Bowl, Miami Nézőszám: 5 997 Játékvezető: Esfandiar Baharmast (amerikai) |

| 1996. július 24. 19:00 |

| Franciaország (FRA)                  | 2–1               | Szaúd-Arábia (KSA) |
| ------------------------------------ | ----------------- | ------------------ |
| Maurice 20' (11-esből) Sibierski 49' | (1–1) Jegyzőkönyv | Amín 26'           |

| Orange Bowl, Miami Nézőszám: 4615 Játékvezető: Benito Archundia (mexikói) |

| Csapat             | Helyezés |
| ------------------ | -------- |
| Szaúd-Arábia (KSA) | 15.      |

## Lovaglás
Díjugratás
| Versenyző                                  | Ló               | Versenyszám | Selejtező | Selejtező | Selejtező | Selejtező | Selejtező | Selejtező     | Selejtező     | Selejtező     | Döntő   | Döntő   | Döntő  | Döntő  | Végeredmény | Végeredmény |
| Versenyző                                  | Ló               | Versenyszám | 1. kör    | 1. kör    | 2. kör    | 2. kör    | 2. kör    | 3. kör        | 3. kör        | 3. kör        | 1. kör  | 1. kör  | 2. kör | 2. kör | Végeredmény | Végeredmény |
| Versenyző                                  | Ló               | Versenyszám | Bünt.     | Hely.     | Bünt.     | Össz.     | Hely.     | Bünt.         | Össz.         | Hely.         | Bünt.   | Hely.   | Bünt.  | Hely.  | Bünt.       | Helyezés    |
| ------------------------------------------ | ---------------- | ----------- | --------- | --------- | --------- | --------- | --------- | ------------- | ------------- | ------------- | ------- | ------- | ------ | ------ | ----------- | ----------- |
| Ramzi ed-Duhámi                            | Let's Talk About | Egyéni      | 1,50      | 12.       | 5,00      | 6,50      | 8.        | 16,75         | 23,25         | 39.           | kiesett | kiesett |        |        | kiesett     | kiesett     |
| Háled el-Íd                                | Eastern Knight   | Egyéni      | 8,25      | 50.       | 8,50      | 16,75     | 44.       | 8,00          | 24,75         | 44.           | kiesett | kiesett |        |        | kiesett     | kiesett     |
| Kamál Báhamdán                             | Missouri         | Egyéni      | 8,00      | 40.       | 24,25     | 32,25     | 62.       | nem ért célba | nem ért célba | nem ért célba | kiesett | kiesett |        |        | kiesett     | kiesett     |
| Háled el-Íd Ramzi ed-Duhámi Kamál Báhamdán | lásd fentebb     | Csapat      |           |           |           |           |           |               |               |               | 37,75   | 16.     | 82,25  | 18.    | 120,00      | 17.         |

## Sportlövészet
Férfi
| Versenyző          | Versenyszám | Selejtező | Selejtező | Döntő   | Döntő    |
| Versenyző          | Versenyszám | Pont      | Helyezés  | Pont    | Helyezés |
| ------------------ | ----------- | --------- | --------- | ------- | -------- |
| Szajjed el-Mutajri | Skeet       | 117       | 32.*      | kiesett | kiesett  |

* - öt másik versenyzővel azonos eredményt ért el

## Súlyemelés
Férfi
| Versenyző          | Versenyszám | Szakítás | Szakítás | Lökés    | Lökés    | Összesen | Helyezés |
| Versenyző          | Versenyszám | Eredmény | Helyezés | Eredmény | Helyezés | Összesen | Helyezés |
| ------------------ | ----------- | -------- | -------- | -------- | -------- | -------- | -------- |
| Bonáján ed-Dószari | 59 kg       | 102,5    | 16.*     | 125,0    | 15.      | 227,5    | 15.      |

* - egy másik versenyzővel azonos eredményt ért el